# Тумир
Туми́р — село Івано-Франківського району Івано-Франківської області. Входить до складу Дубовецької сільської громади.

## Географія
У селі бере початок струмок Тумир.

## Історія
У 1436 році в суді розглядалася справа володіння селом.
У податковому реєстрі 1515 року в селі документується піп (отже, уже тоді була церква) і 5 ланів (близько 125 га) оброблюваної землі.
Князь Самійло Корецький у 1616 році став посідачем села (також посів місто Устя-Зелене та місцевий замок, Лука, Межигір'я (із замком), Тростянець, Кремидів (із замком), Стриганці, Рошнів, Лисець, Горохолина, Довге, Стебник, Тисовичі).
20 серпня 1944 року під час облави НКДБ село було спалено мінометним вогнем.

## Відомі люди

### Народились
- Михайло Марущак (1925 — 12.01.1945) — організатор і командир сотні «Дружинники» куреня «Скажені» ТВ-22 «Чорний ліс».[5]
- Довбуш Василь Петрович (1959—2021) — лікар-хірург. З 2000 по 2021 рік працював завідувачем хірургічного відділення Ямпільської лікарні Сумської області. У 2010—2015 роках був депутатом Сумської обласної ради.

### Померли
- Коржак Михайло Миколайович — командир сотні УПА «Сірі» ТВ-22 «Чорний ліс», лицар Бронзового хреста бойової заслуги УПА.

## Священники
отець Михайло Дідоха

## Населення
на 17.10.2019 рік проживає 582 особи